# Piołunówka

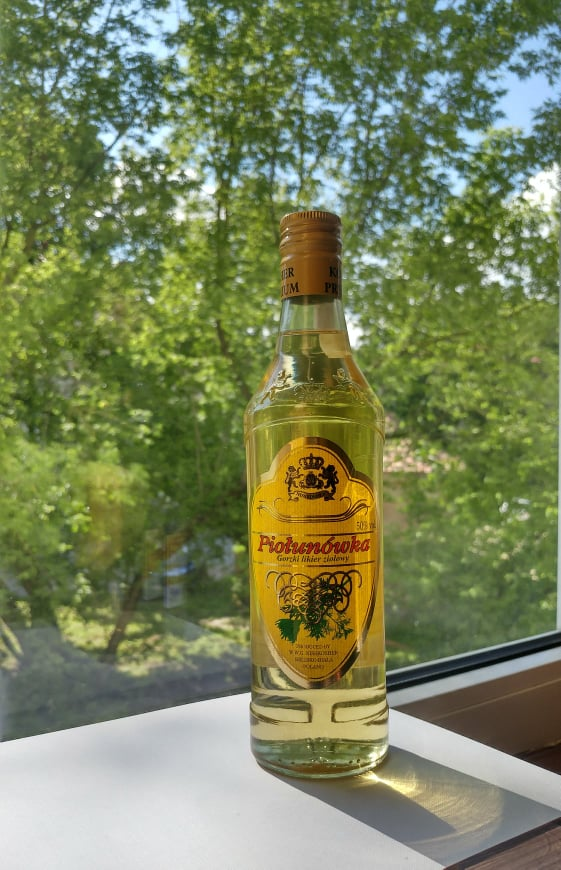
Botella de piołunówka.

La piołunówka es una infusión alcohólica muy amarga (en polaco nalewka) hecha macerando ajenjo en alcohol. Su nombre procede de piołun, ‘ajenjo’ en polaco. Se está haciendo popular gracias a la resurrección de la absenta, pero se ha conocido desde antes. Difiere de la absenta en que se macera y rara vez se destila. Durante siglos se han usado elixires a base de ajenjo como digestivo y remedios preventivos.

## Tujona
La piołunowka tiene niveles muchos más altos de tujona que la absenta porque no se destila. Mucha gente la produce actualmente para sentir el «efecto absenta» por su alto contenido en tujona, a pesar de que actualmente se sabe que este compuesto no tiene papel en estos supuestos efectos.

## Disponibilidad
Aunque la piołunówka es muy difícil de encontrar, el ajenjo está disponible en cualquier herboristería, aunque no siempre sea de la mejor calidad. Como cualquier nalewka polaca, la piołunówka exige conocimiento, experiencia y paciencia. Actualmente la versión genuina solo es elaborada por una empresa (Nalewki-i-inne).

## Elaboración
La receta auténtica procede del siglo XVII, cuando la piołunówka era el licor nacional polaco (mencionado en la obra de Stanisław Falimierz) y como tal se elaboraba en las residencias de los ricos, pudiendo haber sido las recetas variadas (cantidad de ajenjo, agua, alcohol y azúcar). La última piołunówka ampliamente distribuida fue destilada en Lviv por la destilaría J.A.Baczewski hasta 1939. La versión moderna apareció con la misma etiqueta comercializada por Polmos en Stargard Gdański, aunque su producción cesó en los años 90.
Para elaborar piołunówka se añade azúcar al agua y se cuece, añadiendo ajenjo joven (principalmente flores). Cuando se enfría, se añade alcohol rectificado (98% por volumen) y se filtra. Si se desea, puede añadirse algo de agua y destilar al 50%. Como no es absenta, nunca se añade anís u otras hierbas parecidas.